# Mašić
Mašić falu Horvátországban, Bród-Szávamente megyében. Közigazgatásilag Dragalićhoz tartozik.

## Fekvése
Bródtól légvonalban 54, közúton 61 km-re nyugatra, Pozsegától   légvonalban 28, közúton 36 km-re délnyugatra, községközpontjától 3 km-re északkeletre, Nyugat-Szlavóniában, a Szávamente termékeny síkságán, az Okucsányról Nova Gradiškára vezető út mentén, a Mašićka-patak partján fekszik.

## Története
A település a török uralom idején keletkezett, amikor Boszniából pravoszláv szerbeket telepítettek ide. Első írásos említése 1602-ben történt. A térség 1691-ben szabadult fel végleg a török uralom alól. A kialakult erőviszonyokat az 1699-es karlócai béke szentesítette. A török uralom alól felszabadított szlavóniai települések 1698-as összeírásában a település „Masichy” néven 6 portával szerepel. 1734-ben 20 pravoszláv ház állt a településen. 1760-ban már 23 pravoszláv és 8 katolikus háza volt. A pravoszláv templomot 1858-ban építették, az iskola 1875-ben épült. A gradiskai határőrezredhez tartozott, majd a katonai közigazgatás megszüntetése után Pozsega vármegyéhez csatolták.
Az első katonai felmérés térképén „Dorf Masich” néven található. Lipszky János 1808-ban Budán kiadott repertóriumában „Massich” néven szerepel. 
Nagy Lajos 1829-ben kiadott művében „Mashich” néven 37 házzal, 84 katolikus és 114 ortodox vallású lakossal találjuk.
1857-ben 217, 1910-ben 606 lakosa volt. Az 1910-es népszámlálás szerint lakosságának 68%-a szerb, 27%-a horvát, 4%-a cseh anyanyelvű volt. Pozsega vármegye Újgradiskai járásának része volt. Az első világháború után 1918-ban az új szerb-horvát-szlovén állam, majd később (1929-ben) Jugoszlávia része lett. A település 1991-től a független Horvátországhoz tartozik. 1991-ben lakosságának 78%-a szerb, 4%-a jugoszláv, 14%-a horvát nemzetiségű volt. A délszláv háború során már a háború elején szerb ellenőrzés alá került. 1995. május 1-jén a „Bljesak-95” hadművelet első napján foglalta vissza a horvát hadsereg. A szerb lakosság legnagyobb része elmenekült. 2011-ben a településnek 266 lakosa volt.

## Lakossága
| Lakosság változása | Lakosság változása | Lakosság változása | Lakosság változása | Lakosság változása | Lakosság változása | Lakosság változása | Lakosság változása | Lakosság változása | Lakosság változása | Lakosság változása | Lakosság változása | Lakosság változása | Lakosság változása | Lakosság változása | Lakosság változása |
| ------------------ | ------------------ | ------------------ | ------------------ | ------------------ | ------------------ | ------------------ | ------------------ | ------------------ | ------------------ | ------------------ | ------------------ | ------------------ | ------------------ | ------------------ | ------------------ |
| 1857               | 1869               | 1880               | 1890               | 1900               | 1910               | 1921               | 1931               | 1948               | 1953               | 1961               | 1971               | 1981               | 1991               | 2001               | 2011               |
| 217                | 323                | 372                | 513                | 634                | 606                | 595                | 647                | 570                | 576                | 573                | 612                | 630                | 649                | 194                | 266                |

## Nevezetességei
Illés próféta tiszteletére szentelt pravoszláv parochiális temploma 1858-ban épült. Azelőtt egy 1782-ben épített fatemplom állt a helyén. A templom a második világháborút szerencsésen átvészelte, de a délszláv háborúban 1992. tavaszán aknatámadás érte, mely után még nem újították fel. A templom egyhajós épület, téglalap alakú szentéllyel és a főhomlokzatba beépített harangtoronnyal. A főhomlokzatot a földszinten egy lizénákkal keretezett, építészetileg zárt portál tagolja, míg az oldalhomlokzatokat félköríves ablaknyílások tagolják a tetőablak szintjéig. A négyszögletes zárt apszis körablakkal díszített, akárcsak a padlás, amely fölött a függő árkádokat alkalmazzák. A harangtorony luternás neobarokk sisakkal zárul. A templom boltozatos szerkezetű, csehsüveg formájú, téglából épült, nyeregtetővel és cseréppel fedve.